# Alfons Benedikter

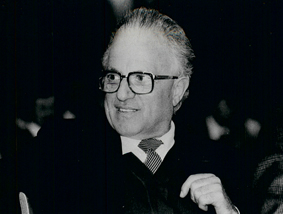
Alfons Benedikter

Alfons Benedikter (* 14. März 1918 in Pettneu am Arlberg, Österreich; † 3. November 2010 in Bozen, Italien) war ein politischer Vertreter des deutschsprachigen Bevölkerungsteils in Südtirol (Italien).  Er war 50 Jahre lang (1948–1998) Mitglied des Südtiroler Landtags und damit gleichzeitig des Regionalrats Trentino-Südtirol, acht Jahre lang (1952–1960) Mitglied der Regionalregierung Trentino-Südtirol und 34 Jahre lang (1948–1952 und 1959–1989) Mitglied der Südtiroler Landesregierung. Er wirkte wesentlich an der Ausarbeitung und Durchsetzung der Autonomie Südtirols mit.

## Werdegang
In seiner Kindheit und Jugend erlebte Alfons Benedikter in Schlanders die faschistische Unterdrückung der deutschen Volksgruppe in Südtirol. Nach der Matura 1936 in Bozen begann er das Studium der Rechtswissenschaften in Neapel, das er im Juni 1940 abschloss. Am dortigen Orientalischen Institut lernte er fließend Russisch. Während der für Südtirol tragischen Zerreißprobe der „Option“ 1939 (Hitler-Mussolini-Abkommen zur Aussiedlung der Südtiroler) entschied sich seine Familie fürs Bleiben. Daraufhin musste Alfons Benedikter 1940 zum italienischen Militär einrücken. Später desertierte er in das Deutsche Reich, wo er sofort von der Wehrmacht rekrutiert wurde. Bis April 1945 leistete Benedikter Kriegsdienst an verschiedenen Fronten. Seine Russisch-Kenntnisse retteten ihm an der Ostfront das Leben. Auch später pflegte er seine Leidenschaft für die russische Sprache, Kultur und Politik und besuchte in politischer Mission mehrfach die UdSSR und später die Russische Föderation.
Seit 1960 lebte Benedikter in Frangart bei Bozen. Seine Ehefrau Traudl Noldin (Tochter des Katakombenlehrers Josef Noldin) starb im Jahre 1994. Benedikter verstarb am 3. November 2010 im Landeskrankenhaus Bozen. Am 5. Oktober 2012 überreichte sein Sohn Rudi Benedikter den 500 Ordner umfassenden schriftlichen Nachlass an das Südtiroler Landesarchiv, um ihn für die zeitgeschichtliche Forschung zugänglich zu machen.

## Politik
Alfons Benedikter gehörte zur Gründergeneration der Südtiroler Volkspartei (SVP) und war von 1956 bis 1966 ihr Obmannstellvertreter. Er war Mitbegründer der Gewerkschaft CISL und des Katholischen Verbands der Werktätigen. Von 1948 bis 1952 war Benedikter im Kabinett Erckert I als Landesrat für Handwerk, Messen und Märkte Mitglied der Südtiroler Landesregierung, von 1952 bis 1960 vertrat er die SVP in der Regionalregierung. Von 1959 bis 1989 diente er als Landesrat für geförderten Wohnbau, Raumordnung und Wirtschaftsprogrammierung (bis 1970 auch für Landschaftsschutz) in den Kabinetten Pupp, Magnago I, Magnago II, Magnago III, Magnago IV, Magnago V und Magnago VI. In dieser Zeit war er auch Landeshauptmannstellvertreter unter Silvius Magnago.
1960 nahm Benedikter als Angehöriger der österreichischen Delegation zusammen mit Friedl Volgger und Luis Sand an den UN-Verhandlungen zur Südtirolfrage teil. Im Konflikt mit dem italienischen Staat zur Gewährung einer echten Autonomie stellte er sich gegen die sogenannte „Paket-Lösung“ von 1969, die zur Inkraftsetzung des neuen Autonomiestatuts für Südtirol 1972 führte.
Als Mitglied der wichtigsten Kommissionen zur Umsetzung dieser Autonomie war Benedikter von 1972 bis 1989 wesentlich an der Ausarbeitung der Durchführungsbestimmungen zum Statut – etwa der Einrichtung des ethnischen Proporz-Systems – beteiligt und nahm an rund 60 Ministerratssitzungen in Rom teil, um die Anliegen Südtirols zu vertreten. In dieser Zeit war er auch Vorsitzender der SVP-Fraktion im Regionalrat Trentino-Südtirol und galt als „die rechte Hand Magnagos“.
Ende der 1980er Jahre stellte sich Benedikter gegen den Abschluss der Verhandlungen zur Autonomie und die sogenannte Streitbeilegungserklärung Österreichs gegenüber der UNO, die im Juni 1992 erfolgte. 1989 verließ er die SVP und begründete zusammen mit Eva Klotz und Gerold Meraner die Partei „Union für Südtirol“, mit der er 1993 ein Landtags- und Regionalratsmandat erringen konnte. Vor den Landtagswahlen 1998 zog sich Benedikter aufgrund interner Konflikte auch aus der „Union“ zurück und beendete seine letzte Legislaturperiode als unabhängiger Abgeordneter.
Alfons Benedikter hat – neben seiner Rolle als einer der Architekten der Autonomie Südtirols – auch für seinen beharrlichen Einsatz für den Erhalt der Natur- und Kulturlandschaft Südtirols und eine strenge Raumordnung vielfach internationale Anerkennung erfahren.

## Ehrungen
- 1965: Ehrenzeichen des Landes Tirol
- 1973: Ehrenkreuz in Gold des Landesfeuerwehrverbandes
- 2000: Heimatpreis des Kulturwerks für Südtirol, verliehen vom Landesverband für Heimatpflege
- 2005: Ehrenkranz des Südtiroler Schützenbundes
- 2009: Ehrenbürgerschaft der Gemeinde Eppan